# 張嶙然
張嶙然，號松瞻，浙江义乌县人，明末清初政治人物。

## 生平
天啓四年（1624年）甲子科舉人，崇祯十三年（1640年）庚辰科进士，兵部观政，本年授刑部陕西司主事。升郎中，出守山西平阳府，崇祯十六年十二月，李自成攻入山西，二十一日副使李士焜、知府张嶙然等弃城先遁，俄复还，越二日李自成至，嶙然迎降，平阳遂陷。南明弘光政权列其一等应磔者。
明亡仕清。顺治元年（1644年）任河间府知府。顺治二年（1645年），升任山东按察使司副使、天津饷道，十一月调江西按察使司副使、提调学政，四年七月升福建布政使司参政兼按察使司佥事、分巡漳南道。